# Pseudhapalopus spinulopalpus
Pseudhapalopus spinulopalpus é uma espécie de aranha pertencente à família Theraphosidae (tarântulas).